# لويس ميغيل سيلفا مندونسا
لويس ميغيل سيلفا مندونسا (24 سبتمبر 1991 في البرتغال - ) هو لاعب كرة قدم برتغالي في مركز الوسط.

## وصلات خارجية
- لويس ميغيل سيلفا مندونسا على موقع قاعدة بيانات كرة القدم.إي يو (الإنجليزية)
- لويس ميغيل سيلفا مندونسا على موقع Soccerway.com (الإنجليزية)